# トワイゼル
トワイゼル（英: Twizel）は、ニュージーランドの南島、カンタベリー地方南部のマッケンジー地区にある小さな町で、クライストチャーチから約284km南西に位置する。周辺の農業地帯を含めた居住人口は1,110人（2013年）であるが、夏季には人口が3倍以上になる。

## 歴史
町は1968年、ワイタキ (Waitaki) 上流の水力発電計画に伴うグリーンフィールド・プロジェクトにより設立された。その計画は50kmの用水路、2つのダム、それに848メガワットの電力をもたらす4つの発電所（テカポB、オハウA、オハウB、オハウC）より構成されていた。1970年代の事業の最盛期には、人口は約6,000人に膨れ上がった。
町は環状道路と歩行者道が特徴である「スカンジナビア」方式に基づいて設計され、車よりも歩行者を優先するように整備された。商店、学校、保養緑地は、町の中心地に造られ、その周りに住宅地が構築された。この配置の前段階のものがオテマタタ (Otematata) で試みられていた。宿泊施設は高度に分離され、町の真ん中に独身男性の小さな宿舎、教員や専門職のための職員住宅 (staff houses)、それに技術者および他の地位の高い在住者のための最も大きなものがあった。
将来的に農地に戻す計画であったため、多くの施設は「一時的」である必要があった。例えば、道路の端に、縁石、流路、歩道を設置する代わりに、路面の単面が真っ平らに「W」字形の線が引かれた。舗装道は外縁（歩道）と中央（センターライン）が最も高く、低い部分は流路としての役割を果たして車道と歩道との間に線引きされている。同様に、町の電話のローカルループのほとんどは埋込みの作業と次に回線を取り除く出費を減じるため地上に張られた。大部分の家屋はプレハブ方式で造られ、分解して移動可能だった。一部はオテマタタから持ってこられ、また一部は次の水力発電計画のためクライド (Clyde) へと後に移された。しかし1983年に、水力発電事業が終了したとき、住民たちは町を保存する運動を起こし、成功した。

## 産業
トワイゼルは現在、訪問者に対するもてなしと観光の町である。近隣のルアタニファ湖は、セーリング、水上スキー、また例えばマーディ・カップ (Maadi Cup) などの大きなボート・イベントを支えており、同じくオハウ・スキー場 (Ohau Skifield) やラウンドヒル・スキー場 (Round Hill Ski Area) は、冬の観光客を引き付けている。
この地域は、世界で最も大気の澄んだ、最も乾燥した、最も星空の美しいことを誇りとしている。そして例えばテカポ湖やオマラマなどのいくつもの既存の天体観光事業とともに、長きにわたりトワイゼルおよびその周辺地域に天文学者たちを迎えており、トワイゼルとマウント・クック・ヴィレッジの2つの増設天文台の整備において彼らの要望に応えている。2012年には、トワイゼルはアオラキ・マッケンジー国際ダークスカイ保護区 (Aoraki Mackenzie International Dark-Sky Reserve) の一部として、国際ダークスカイ協会により世界で4番目の星空保護区 (Dark-sky preserve) に認定された。

## 教育
トワイゼル・エリア学校 (Twizel Area School) は、トワイゼルで唯一の学校であり、1-13年生（5-18歳）に対応している。トワイゼル小学校とトワイゼル高校の合併することになった後1986年に設立された。

## 交通
ステートハイウェイ8 (State Highway 8) が町の主要な幹線道路の役割を果たしており、また近隣のプカキ空港にも通じている。
トワイゼルは、2010年に承認後その翌年に構築されたアルプス・トゥ・オーシャン・サイクル・トレイル (Alps to Ocean Cycle Trail)  のルート上にある。